# 박명원 (조선)
박명원(朴明源, 1725년 음력 10월 21일 ~ 1790년 음력 3월 25일)은 조선의 문신이다. 영조의 셋째 딸인 화평옹주와 혼인하여 금성위(錦城尉)에 봉해졌다.

## 생애

### 출생과 가계
1725년(영조 1년) 10월 21일, 박사정과 함평 이씨의 넷째 아들로 태어났다. 본관은 반남이며, 선조의 다섯째 딸인 정안옹주와 금양위(錦陽尉) 박미(朴瀰) 부부의 5대손이다.
실학자인 연암 박지원은 박명원의 8촌 동생이며, 순조의 외조부이자 수빈 박씨의 아버지인 박준원 또한 동항렬의 친척이다.
처음 순의대부(順義大夫)에 제수되고, 품계가 쌓여 수록대부(綏祿大夫)에 봉해졌다.

### 부마 시절
1738년(영조 14년) 2월, 영조의 셋째 딸인 화평옹주(和平翁主)와 혼인하여 금성위(錦城尉)에 봉해졌다.
화평옹주와 박명원의 혼례를 주관하였던 효종의 부마이자 숙녕옹주의 남편인 금평위(錦平尉) 박필성(朴弼成)은 '영조의 장녀 화순옹주의 혼례때의 의물이 숙녕옹주 때보다 열 배나 더 풍성하였는데, 화평옹주의 혼례는 화순옹주보다 더욱 풍성하다'고 말하였다. 영조가 화평옹주를 매우 총애하였기 때문에, 화평옹주의 남편인 박명원 또한 영조의 총애를 받았다.
화평옹주와 박명원 부부는 혼례를 치른 후에도 궐 안에서 생활하다가, 1742년(영조 18년) 출합하여 사저에 나가 거주하였다. 화평옹주가 출궁할 때 영조는 이현(梨峴)의 별궁을 하사하였는데 옹주가 사양하였다.
1748년(영조 24년), 화평옹주와 사별하였다. 영조가 화평옹주의 상에 친림하려 하자 대신들이 만류하였고, 이때 박명원이 대죄를 청하자, 영조는 박명원에게 화를 내며 꾸짖었다.
 
임금이 태묘(太廟)에 전배(展拜)하고 환궁할 때 지나다가 화평옹주(和平翁主)의 상(喪)에 들른다 하니,
대신과 약원(藥院)에서 간쟁하였는데, 임금이 수레를 탈 때 눈물을 흘리고 가슴을 치면서 말하기를,
 "경 등이 기필코 간쟁하려 한다면 모름지기 원직(院直)하게 하겠다." 하자,
대신이 감히 간쟁하지 못하고 물러났다.
금성위(錦城尉) 박명원(朴明源)이 땅에 엎드려 죄줄 것을 청하니,
임금이 노하여 꾸짖기를,
 "네가 나를 부옹(婦翁, 장인어른)으로 여긴다면 어찌 감히 그럴 수 있겠는가?"
하였다.
대가(大駕)가 옹주의 집으로 들어갔는데,
초경(初更)에 이르러 정원 ·옥당 ·내국과 시임 대신 · 원임 대신이 품계하자 환궁하였다.— 《영조실록》 68권,
영조 24년(1748년 청 건륭(乾隆) 13년) 7월 3일 (을유)

이후 영조는 화평옹주의 장례를 국상에 버금갈 정도로 성대하게 치렀다. 영조는 이후에도 화평옹주의 저택을 수차례 들러 박명원을 만나보고 돌아갔다.

### 정조 시절
1780년(정조 4년), 연행사로 선발되어 진하 겸 사은사로서 청나라 북경을 방문하여 청나라의 풍경과 실황을 보고하였다. 이때 수행관의 일원으로 함께 따라간 8촌 동생인 박지원이 청나라에서 보고, 듣고 느낀것을 적어 《열하일기》를 편찬하였다.
1786년(정조 8년), 문효세자가 죽자 초상에서부터 장례 때까지 주관하였으며 장지를 정하는 일까지도 행하였다.
1789년(정조 9년), 박명원은 정조에게 사도세자의 능을 이장할 것을 건의하여 현재의 융건릉 자리로 옮기게 되었다.
1790년(정조 14년) 3월 25일 사망하였다. 정조는 박명원의 죽음을 애도하며 친히 제문과 신도비명을 작성하였다. 박명원이 생전에 장례를 검소하게 치르길 바랬던 뜻과 달리, 정조는 호조에 명을 내려 장례에 1등급의 예를 적용하였다.
| “ | 금성위는 어진 도위(都尉)였다. 살아서는 3조(朝)의 은혜와 대우가 지극하였고, 죽어서는 벼슬아치와 하인들이 모두 애석하게 여기니, 옛말에 ‘살아서는 영광이 있고 죽어서는 슬퍼한다.’ 는 것은 바로 도위를 두고 하는 말이라고 하겠다. | ” |
|   | — 정조 |   |

## 기타
- 박명원의 초상화 두 점에 영조가 직접 어필로 찬(贊)을 적어주기도 하였으나 현재는 전하지 않는다.
- 연행사로 청나라를 방문할 때 요하에서 비가 내려 길이 막히자, 급히 강을 건너자 뒤따르던 사람들이 허둥대었다. 강을 건너고 사람들에게 “오늘 일은 진실로 위태로웠다. 그러나 왕조의 위덕(威德)에 힘입은 자는 물에 빠져 죽을 리가 없고, 설사 빠져 죽는다 해도 이것은 자기의 직분이다.” 라고 말하였다.

## 가족 관계
화평옹주와의 사이에서 자녀를 두지 못해, 형의 아들인 박상철을 양자로 들였으나 박상철 또한 요절하였다. 측실에게서 4남 3녀를 두었다.
| - 조부 : 박필하(朴弼夏, 1656~1719) - 박미(朴瀰)와 선조의 딸 정안옹주의 증손자 - 조모 : 남원 윤씨(南原 尹氏, ?~1719) - 아버지 : 박사정(朴師正, 1683~1739) - 외조부 : 이택상(李宅相) - 외조모 : 함양 박씨(咸陽 朴氏) - 어머니 : 함평 이씨(咸平 李氏, ?~1758) | - 아내 : 화평옹주(和平翁主, 1727~1748) - 영조와 영빈 이씨의 딸 - 양자 : 박상철(朴相喆, 1737~1761) - 며느리 : 안동 김씨(安東 金氏) - 측실 : 미상 - 아들 : 박종선(朴宗善) · 종현(宗顯) · 종건(宗謇) · 종련(宗璉) - 딸 : 장선(張僎)의 처 · 서근수(徐瑾修)의 처 · 이건영(李建永)의 처 |

## 같이 보기
- 화평옹주
- 영조
- 정조
- 박지원
- 박준원
- 연행사